# Amruta Subhash

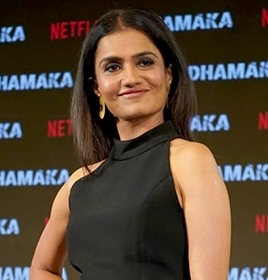
Amruta Subhash (2021)

Amruta Subhash (Marathi अमृता सुभाष; IPA: [əmˈruːtə suːˈbʌʃ] ; * 13. Mai 1979 in Bombay) ist eine indische Schauspielerin und Sängerin.

## Leben und Karriere
Subhash wurde am 13. Mai 1979 in Mumbai geboren. Sie besuchte das Sir Parashurambhau College in Pune und studierte an der National School of Drama in Neu-Delhi. Ihr Schauspieldebüt machte sie 2004 im Film Shwaas, der im selben Jahr für einen Oscar nominiert wurde. 2013 gewann sie für ihre Rolle im Marathi-Film Astu: So Be It, der 2013 auf dem Indischen Filmfestival in Stuttgart debütierte und 2016 veröffentlicht wurde, einen National Film Award in der Kategorie Best Supporting Actress.
Subhash ist außerdem Sängerin und hat als Playback-Sängerin den Maharashtra Government State Award für ihre Rolle im Film Nital gewonnen.
Sie spielte von 2018 bis 2019 in der Netflix-Serie Selection Day und 2019 in Sacred Games mit.
2023 gewann sie für ihre Rolle in Lust Stories 2 den Best Supporting Actor in a Web Original Film (Female) Award der Filmfare OTT Awards.

## Filmografie (Auswahl)
- 2004: Shwaas
- 2013/16: Astu: So Be It
- 2018–2019: Selection Day
- 2019: Gully Boy
- 2019: Sacred Day
- 2021: Dhamaka
- 2023: Lust Stories 2

## Auszeichnungen
- 2014: Best Supporting Actress der National Film Awards
- 2014: Best Supporting Actress der Filmfare Awards Marathi
- 2020: Best Supporting Actress der Filmfare Awards
- 2021: Best Actress in a Supporting Role der Asian Academy Creative Awards
- 2021: Best Supporting Actor (Female) der Filmfare OTT Awards
- 2023: Best Supporting Actor in a Web Original Film (Female) der Filmfare OTT Awards